# 始元 (漢)
始元（しげん）は、中国、前漢の元号（紀元前86年 - 紀元前80年7月）。
昭帝劉弗陵の初元。

## 出来事
- 6年2月：塩鉄会議が開かれる。
- 7年8月：元鳳と改元。

## 西暦との対照表
| 始元 | 元年   | 2年    | 3年    | 4年    | 5年    | 6年    | 7年    |
| 西暦 | 前86年 | 前85年 | 前84年 | 前83年 | 前82年 | 前81年 | 前80年 |
| 干支 | 乙未   | 丙申   | 丁酉   | 戊戌   | 己亥   | 庚子   | 辛丑   |